# Кутина, Лидия Леонтьевна
Ли́дия Лео́нтьевна Ку́тина (род. 26 марта 1921, Пугачёв — 22 ноября 1987, Ленинград) — советский лингвист, специалист по исторической лексикографии. Доктор филологических наук (1966), сотрудник Института лингвистических исследований РАН. Главный редактор Словаря русского языка XVIII века.

## Биография
Лидия Леонтьевна родилась в г. Николаевске Саратовской губернии. В том же году родители переехали жить в Ленинград. Отец Лидии Леонтьевны Леонтий Степанович Кутин был моряком, позже работал экономистом, мать — Мария Ивановна — происходила из крестьян.
В 1929 году поступила в школу, прекрасно училась по всем предметам школьной программы. В 1938 году в ходе репрессий был арестован отец, а мать со старшим сыном выслана в Казахстан. Лидия Леонтьевна осталась в Ленинграде у бабушки.
По окончании школы поступает на филологический факультет ЛГУ, но была вынуждена прервать учёбу с началом войны. Сдав последние экзамены за 2 курс, Лидия Леонтьевна становится слушательницей организованных при университете Российским Обществом Красного Креста курсов по подготовке медицинских сестер. В ноябре 1941 года, по окончании курсов, была мобилизована в армию и направлена для прохождения службы в Эвакогоспиталь N 1448. После прорыва блокады госпиталь в составе Ленинградского, а затем 2-го Белорусского фронтов двигается вместе с войсками на запад, по территории Польши в Германии. В городе Штеттине её застает известие об окончании войны. За участие в Великой Отечественной войне Л. Л. Кутина была награждена медалями "За оборону Ленинграда", "За победу над Германией" и орденом Отечественной войны 2-й степени.
С осени 1945 года возобновляет занятия в университете. Лидия Леонтьевна слушает лекции по исторической грамматике у М. А. Соколовой, по современному русскому языку у Э. И. Коротаевой, а также впервые включённый в программу факультета курс истории русского литературного языка, который вели Ю. С. Сорокин и Б. А. Ларин. В 1949 году написала дипломную работу под руководством А. П. Евгеньевой по "Повести князя И. М. Катырева-Ростовского", принята в аспирантуру на кафедре русского языка.
С 1 июня 1951 года принята младшим научным сотрудником в Ленинградское отделение Института языкознания РАН. Под руководством Б. А. Ларина написала кандидатскую диссертацию "Лексика исторических повестей о Смутном времени Московского государства (из истории русского литературного языка XVII в.)", защитила её в 1953 году.
Работая в институте Л. Л. Кутина была одним из активных авторов "Словаря русского языка", составила словарные статьи на буквы и, р, занималась подготовкой авторского текста для редактирования, а была редактором 4-го тома Словаря. В качестве заместителя главного редактора принимала участие в улучшении текста Словаря в целом.
С 1962 года становится старшим научным сотрудником. В 1966 году защитила докторскую диссертацию на тему "Формирование терминологии физики в России. Период предломоносовский: первая треть века".
С 1971 года Л. Л. Кутина возглавила работу группы исторической лексикологии, организованную в институте в 1959 году по предложению В. В. Виноградова. Целью создания группы была подготовка и издание "Словаря русского языка XVIII века". Лидия Леонтьевна участвует в создании картотеки будущего словаря, уделяя основное внимание изучению источников петровского времени.
С 1985 года Л. Л. Кутина стала главным научным сотрудником, автором и редактором словаря.

## Основные публикации
- Кутина Л. Л. Формирование языка русской науки. Терминология математики, астрономии, географии в первой трети XVIII века. — Л.: Наука, 1964.
- Кутина Л. Л. Формирование терминологии физики в России. Период предломоносовский: первая треть XVIII века. — Л.: Наука, 1966.
- Кутина Л. Л. (в соавторстве с Биржаковой Е. Э., Войновой Л. А.). Очерки по исторической лексикологии русского языка XVШ века. Языковые контакты и заимствования. — Л.: Наука, 1972.